# Dây hương
Dây hương, hồng trục, dây bò khai, rau ngót leo, dã diến, rau nghiến, hạ hòa, khau hương, phắc hiển (Tày), long châu sói (Dao)... (danh pháp hai phần: Erythropalum scandens) là một loại cây tiểu mộc thuộc họ Dây hương. Nó cũng là loài duy nhất còn sinh tồn hiện được công nhận thuộc về chi Erythropalum.

## Mô tả
Đây là một loại cây tiểu mộc dạng dây leo dài 5–10 m, có ngọn mảnh dẻ, xanh non giống với ngọn su su. Thân cây nhỏ bằng đầu đũa, giòn, dễ gãy, được chia thành nhiều nhánh đốt, bò và bám theo cây gỗ vươn cao đón ánh nắng mặt trời giống như cây tầm gửi. Ở các phần đầu của đốt có các tua nách cùng cuống lá đua ra. Cuống lá có chiều dài từ 3–10 cm còn lá hình trứng hay hình trái tim, dài, nhọn ở đỉnh, gốc lá tù. Loài này có nhiều hoa mọc thành cụm dạng xim dài 6–18 cm, cuống cụm hoa dài 4 – 10 cm, cuống mỗi chiếc hoa dạng chỉ dài 2–5 mm. Đài hoa dạng quả đầu, răng cưa bộ 5, khoảng 1 mm. Nhị hoa với các túm lông ở hai bên. Cánh hoa màu trắng dài 1,5–2 mm. Quả hạch hình elipxoit hay trứng ngược, kích thước 1,5-2,5 x 0,8-1,2 cm, với đài hoa bền ở đỉnh quả, cuối cùng nứt thành các múi để lộ bề mặt bên trong màu đỏ. Hạt màu xanh chàm, hình elipxoit rộng.

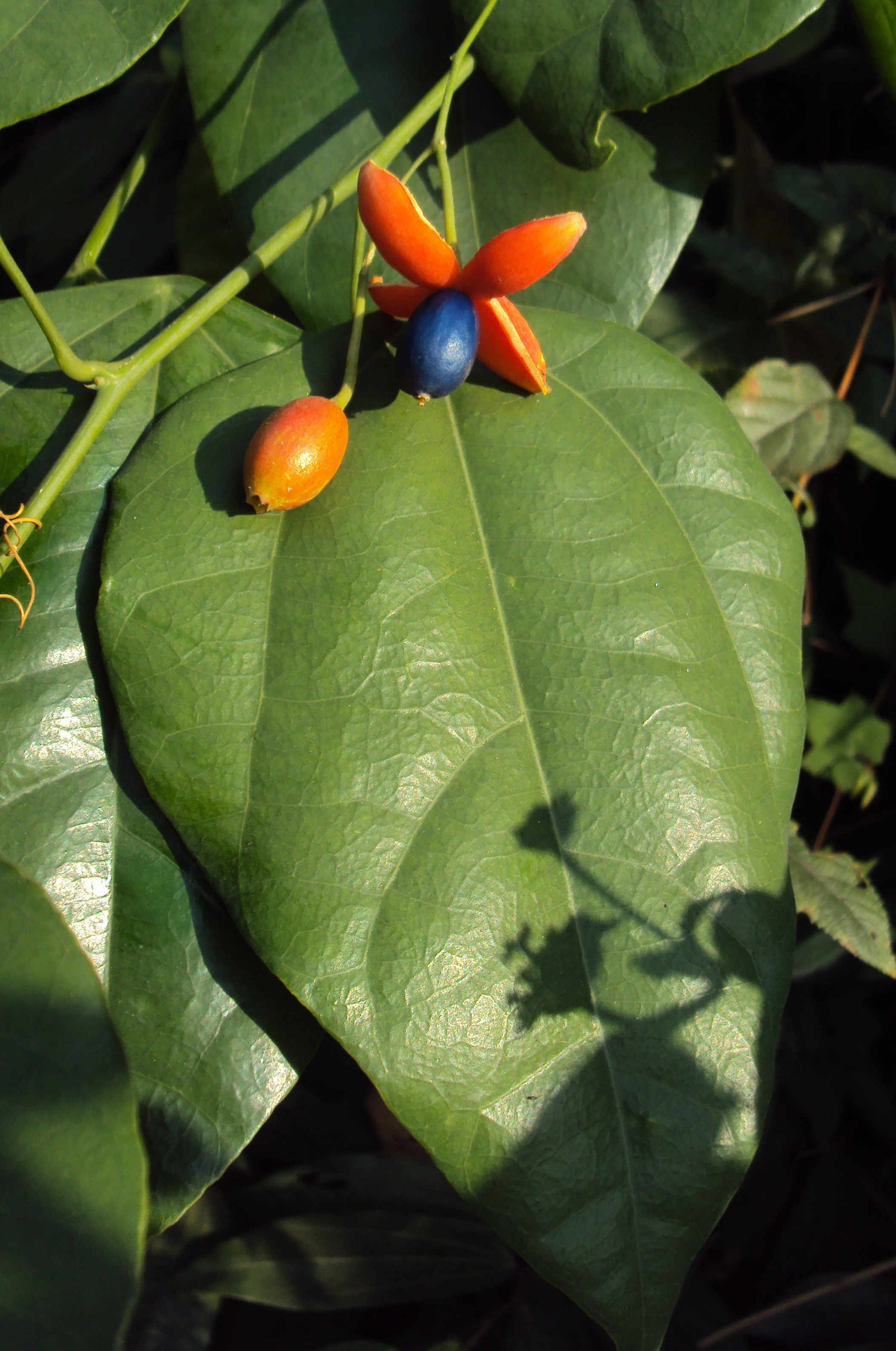
Quả của cây dây hương.

Thời gian ra hoa và kết quả từ tháng 3 tới tháng 9.

## Môi trường sống
Chúng có mặt tại các khu rừng bãi bồi và khu rừng ven sông, ở độ cao từ 100–1500 m.
Có tại Trung Quốc (các tỉnh Quảng Đông, Quảng Tây, nam Quý Châu, Hải Nam, Vân Nam, đông nam Tây Tạng) và các quốc gia ở Đông Nam Á, Nam Á như: Bangladesh, Brunei, Bhutan, Campuchia, Ấn Độ, Indonesia, Lào, Malaysia, Myanmar, Philippines, Thái Lan, Việt Nam.
Ở Việt Nam, dây hương có ở hầu hết các tỉnh vùng núi phía Bắc, nhiều nhất là Bắc Kạn và Thái Nguyên và được coi là một trong những loại rau đặc sản.

## Hình ảnh

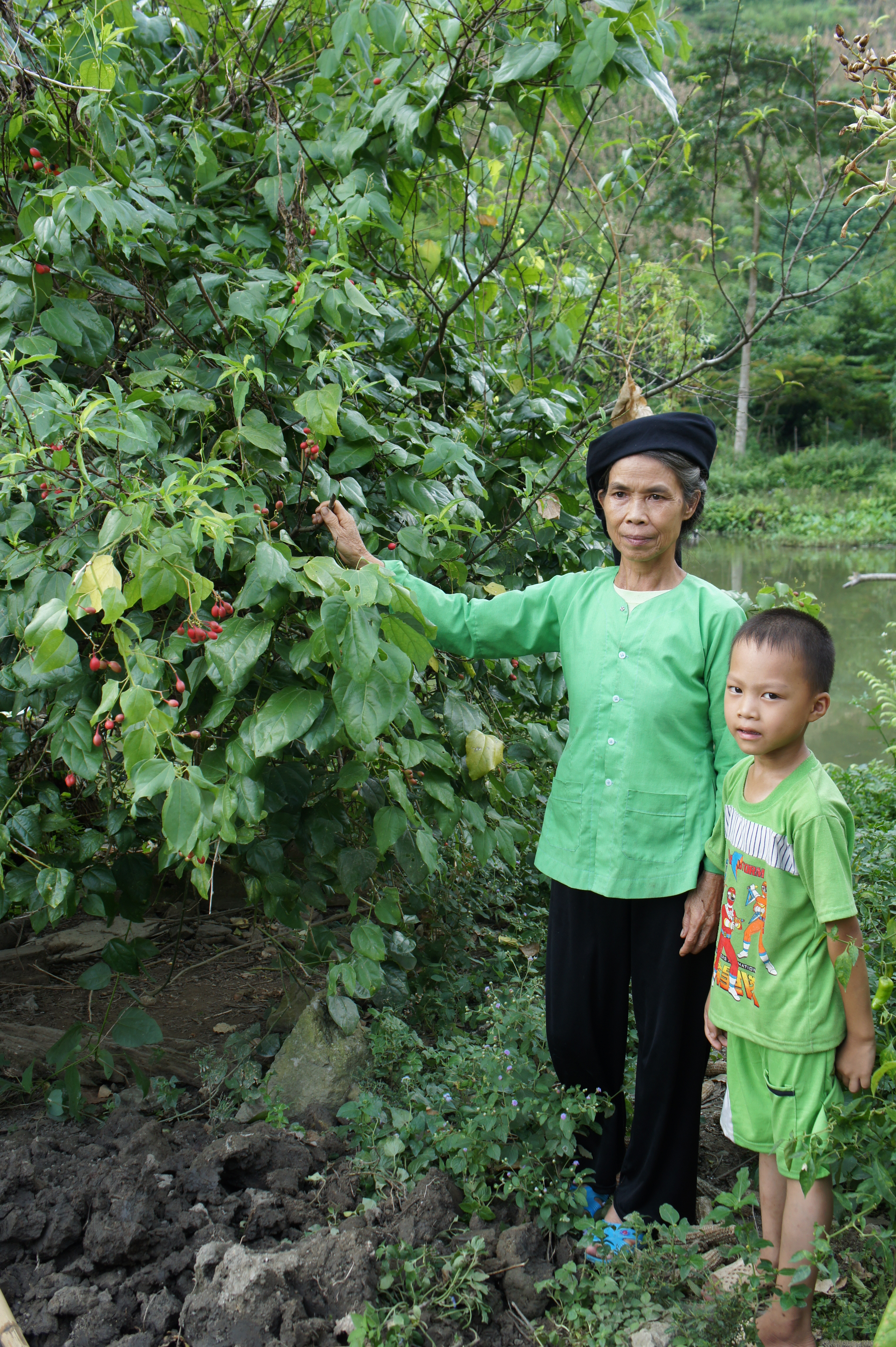
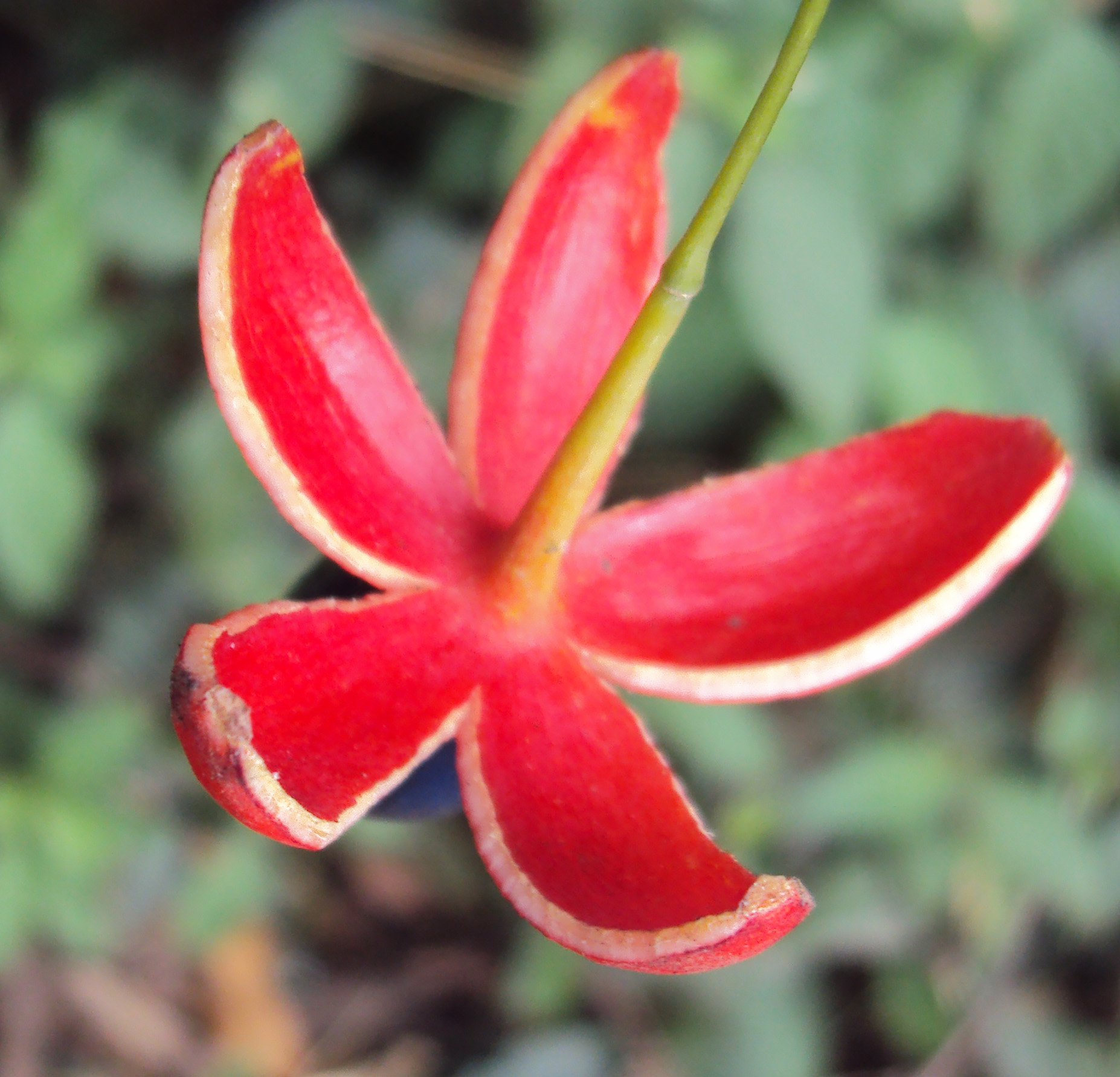
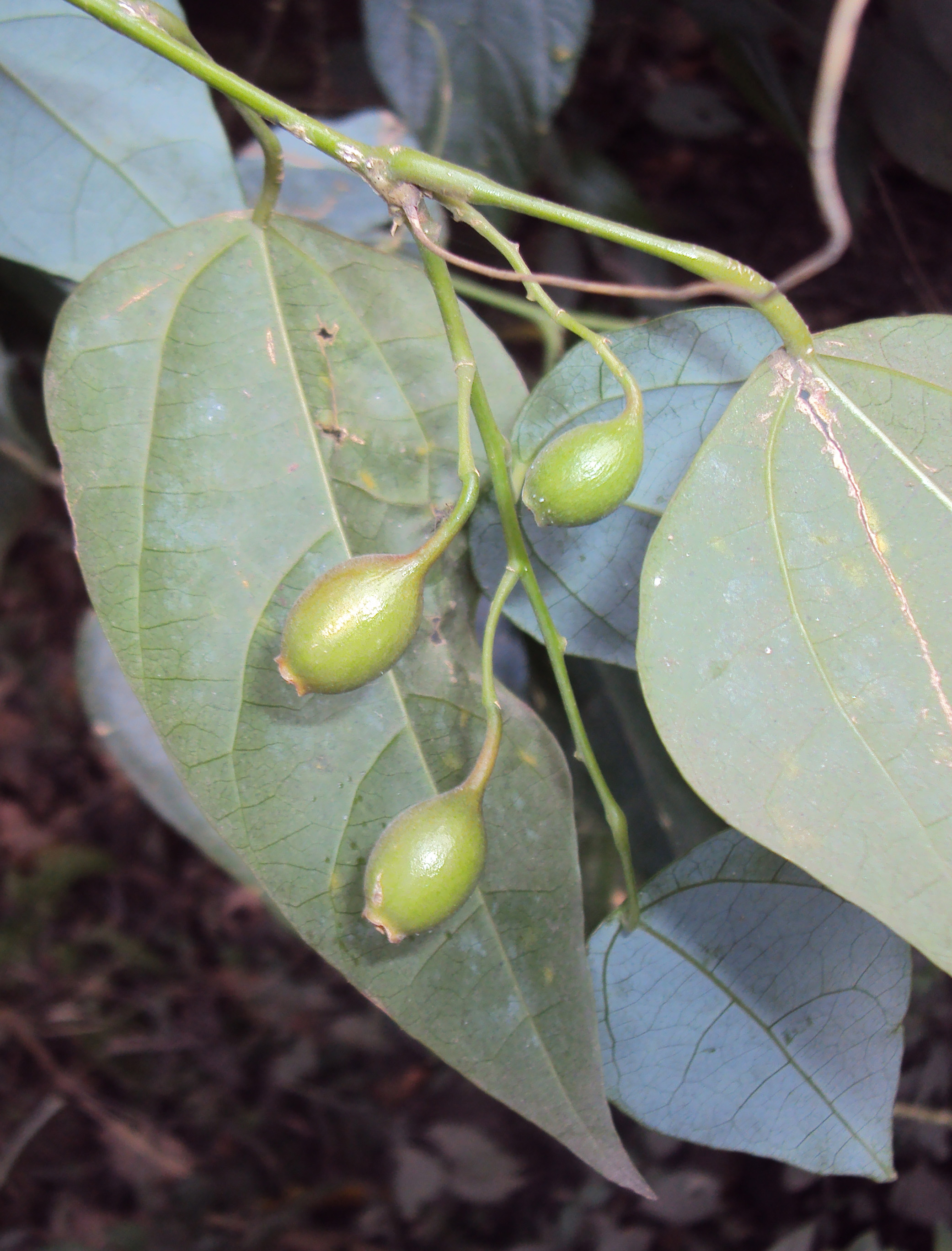
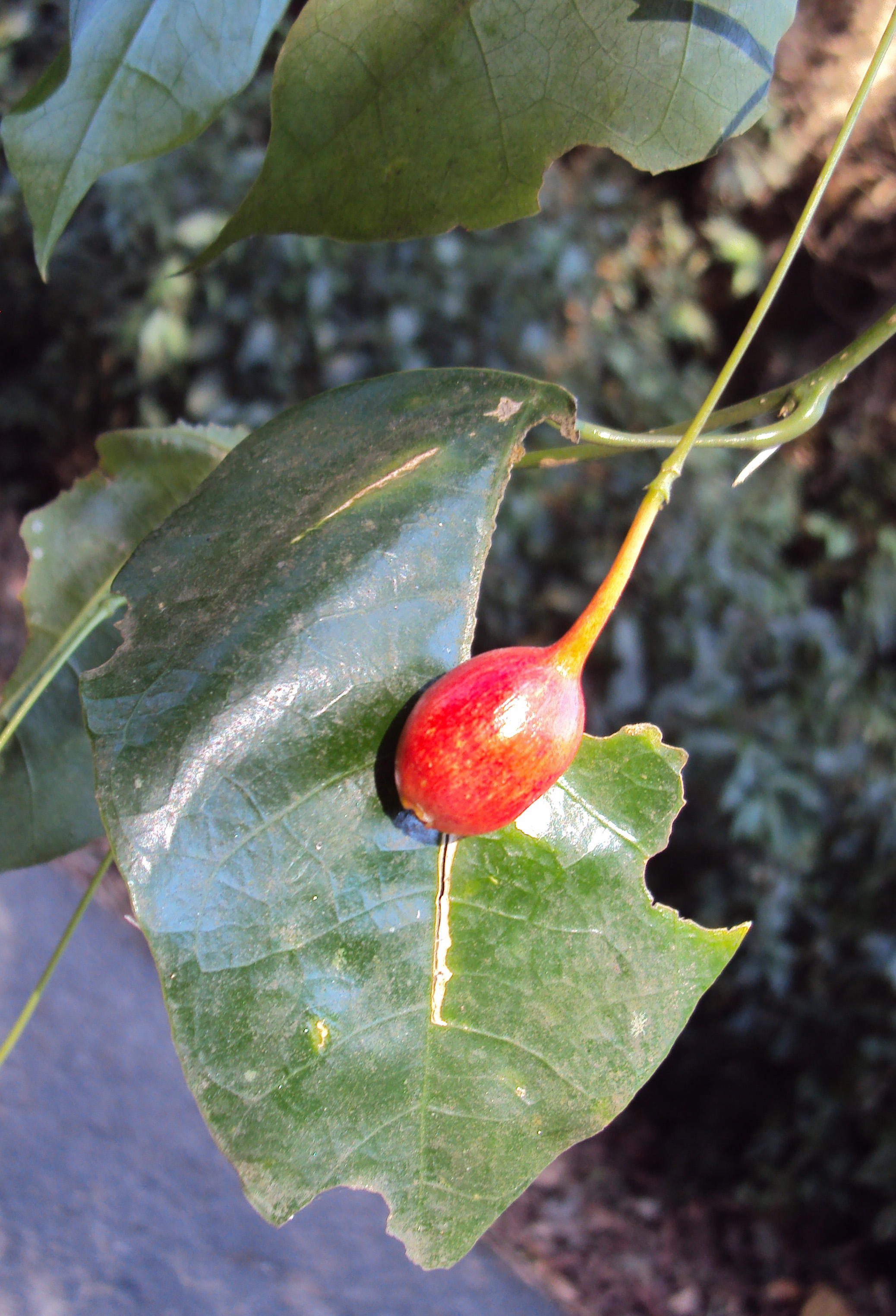